# 瓦木村
瓦木村（かわらぎむら）は、兵庫県武庫郡にあった村。現在の西宮市中心部の東方一帯、武庫川の右岸にあたる。

## 地理
- 河川：武庫川

## 歴史
- 1889年（明治22年）4月1日 - 町村制の施行により、 上瓦林村・下瓦林村・瓦林村・高木村・荒木新田・助兵衛新田・下新田村・五郎右衛門新田村の区域をもって発足。
- 1942年（昭和17年）5月5日 - 西宮市に編入。同日瓦木村廃止。

## 行政
村長
- 吉井平十郎[1]
- 櫻井儀十郎[1]
- 鳥飼熊太郎[1]
- 津高小蔵[1]
- 松井重右衛門[1]
- 櫻井房二[1]
- 小西[1]
- 岡田幸太郎[1]
- 吉井忠兵衛[1]

## 経済
農業
農産物は、米、麦を首位とし、茄子、甘藷、葡萄、里芋、豆類、胡瓜等を出す。『大日本篤農家名鑑』によれば、瓦木村の篤農家は「鳥飼熊太郎、竹村健蔵」などがいた。

## 交通

### 鉄道路線
- 鉄道省
  - 東海道本線
    - 甲子園口駅
- 阪神急行電鉄（現・阪急電鉄）
  - 神戸本線
  - 今津線
    - 西宮北口駅
- 阪神電気鉄道
  - 国道線
    - 瓦木停留場 - 上甲子園停留場

現在は旧村域を山陽新幹線が通過するが、当時は未開業。

### 道路
- 西国街道（現・国道2号）

## 名所・旧跡・観光スポット・祭事・催事
- 阪急西宮球場（後の阪急西宮スタジアム）

## 出身・ゆかりのある人物
- 三木政夫（三木興業、大神商事各取締役、牛尾梅吉の息子） - 住所が瓦木村甲子園口[3]。